# Jüdischer Friedhof (Seulberg)

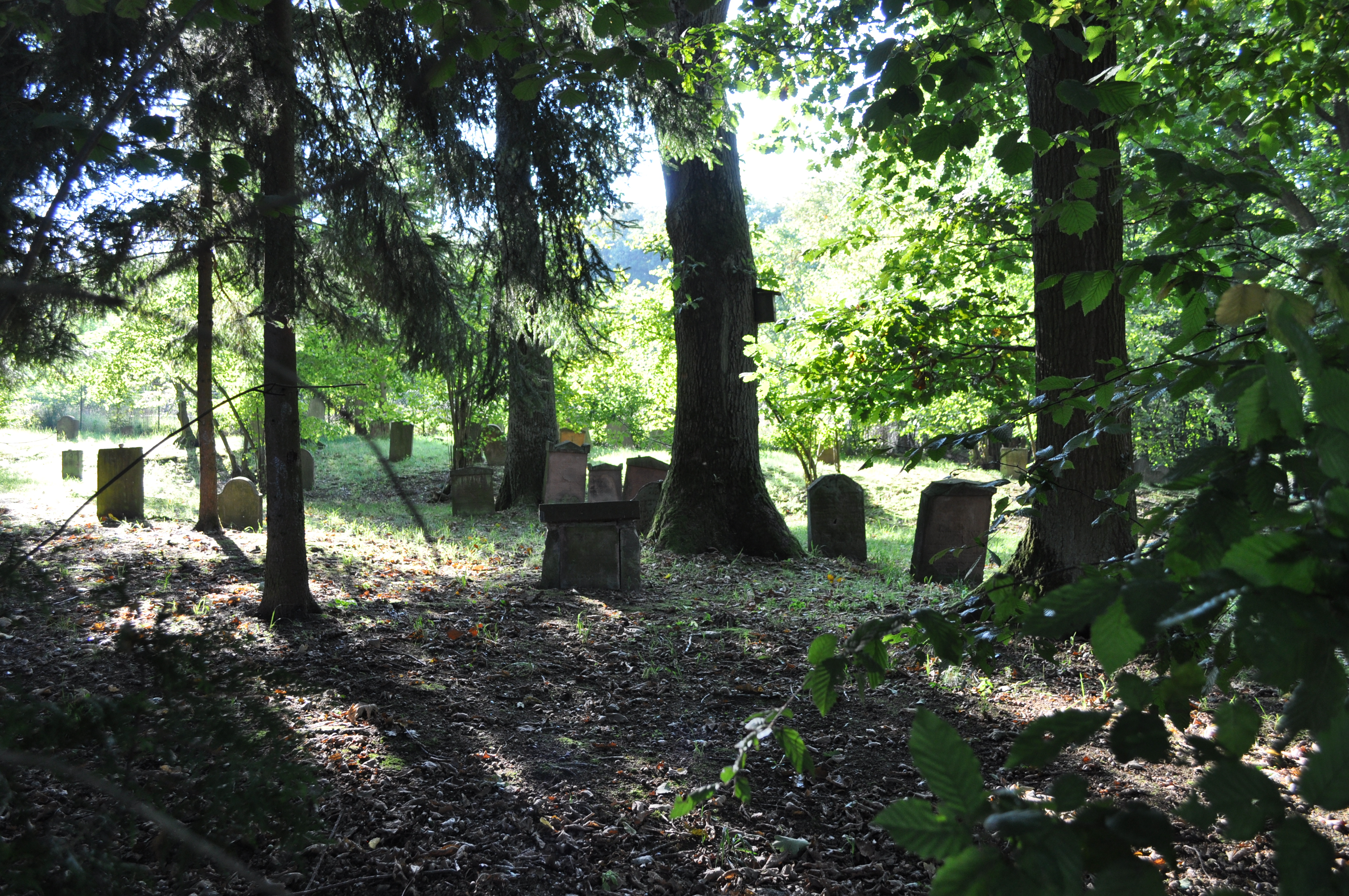
Jüdischer Friedhof Seulberg

Der Jüdische Friedhof Seulberg ist ein jüdischer Friedhof in Seulberg, einem Stadtteil der Gemeinde Friedrichsdorf im Hochtaunuskreis in Hessen. Der Friedhof ist ein geschütztes Kulturdenkmal und befindet sich etwa 200 Meter außerhalb des Ortes in einem alleinstehenden Hain.

## Geschichte
Der jüdische Friedhof von Seulberg wird 1580 erstmals urkundlich erwähnt, er bestand jedoch schon vor diesem Zeitpunkt. Er ist einer der ältesten jüdischen Friedhöfe im heutigen Hessen und diente als Friedhof für die jüdischen Gemeinden in Seulberg, Köppern, Rodheim, Holzhausen, Homburg und  Oberursel, solange diese keinen eigenen Friedhof hatten.
Seulberg gehörte zur Landgrafschaft Hessen-Homburg. Die Beziehungen zur Homburger jüdischen Gemeinde waren entsprechend eng. Der sogenannte Judenpfad führte von Homburg zum gemeinsam genutzten Friedhof. 1690 wurde der Friedhof mit Mitteln der Homburger jüdischen Gemeinde um zwei Morgen Land erweitert und wurde damit Friedhof aller Juden der Homburger Landgrafschaft. Ende des 17. Jahrhunderts lebten in Seulberg etwa zehn jüdische Familien.
Nach der Judenemanzipation von 1816 kam es in Seulberg zu Konflikten, als Juden ihr Recht an der kostenfreien Holzzuteilung aus dem Gemeindewald geltend machten. Der Streit eskalierte seit 1837 in den so genannten Seulberger Judenkrawallen. Die jüdische Gemeinde schrumpfte durch Auswanderung. Nachdem in Homburg 1865 ein jüdischer Friedhof eingerichtet wurde, erfolgten nur noch selten Beerdigungen in Seulberg. Die letzte Beerdigung in Seulberg fand im Jahr 1924 statt.
Im Rahmen der Reichspogromnacht wurde auch der jüdische Friedhof in Seulberg geschändet. Heute finden sich dort noch 199 Grabsteine (Mazewot), die überwiegend aus dem 18. und 19. Jahrhundert stammen.

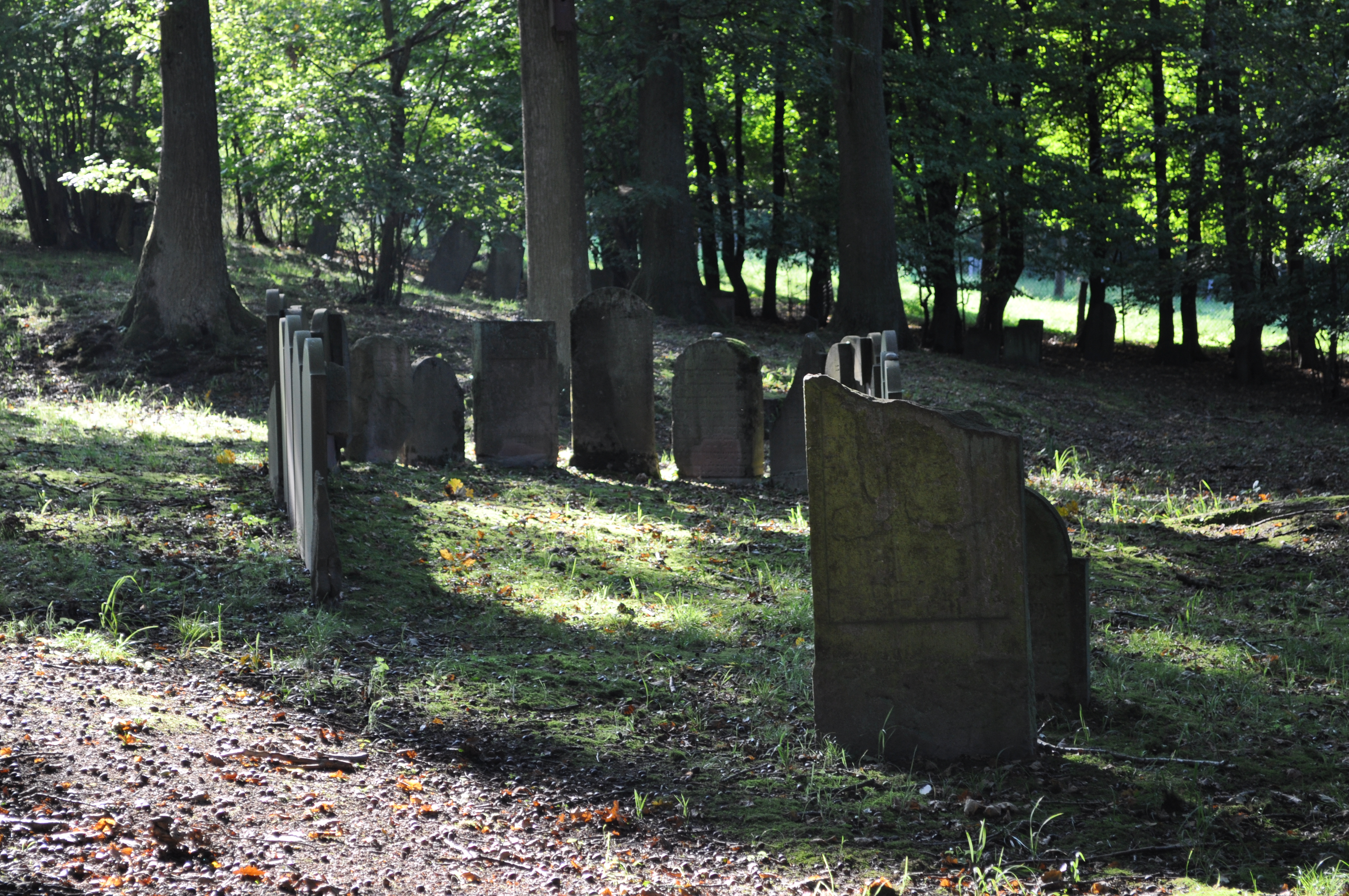
Gräber auf dem Friedhof
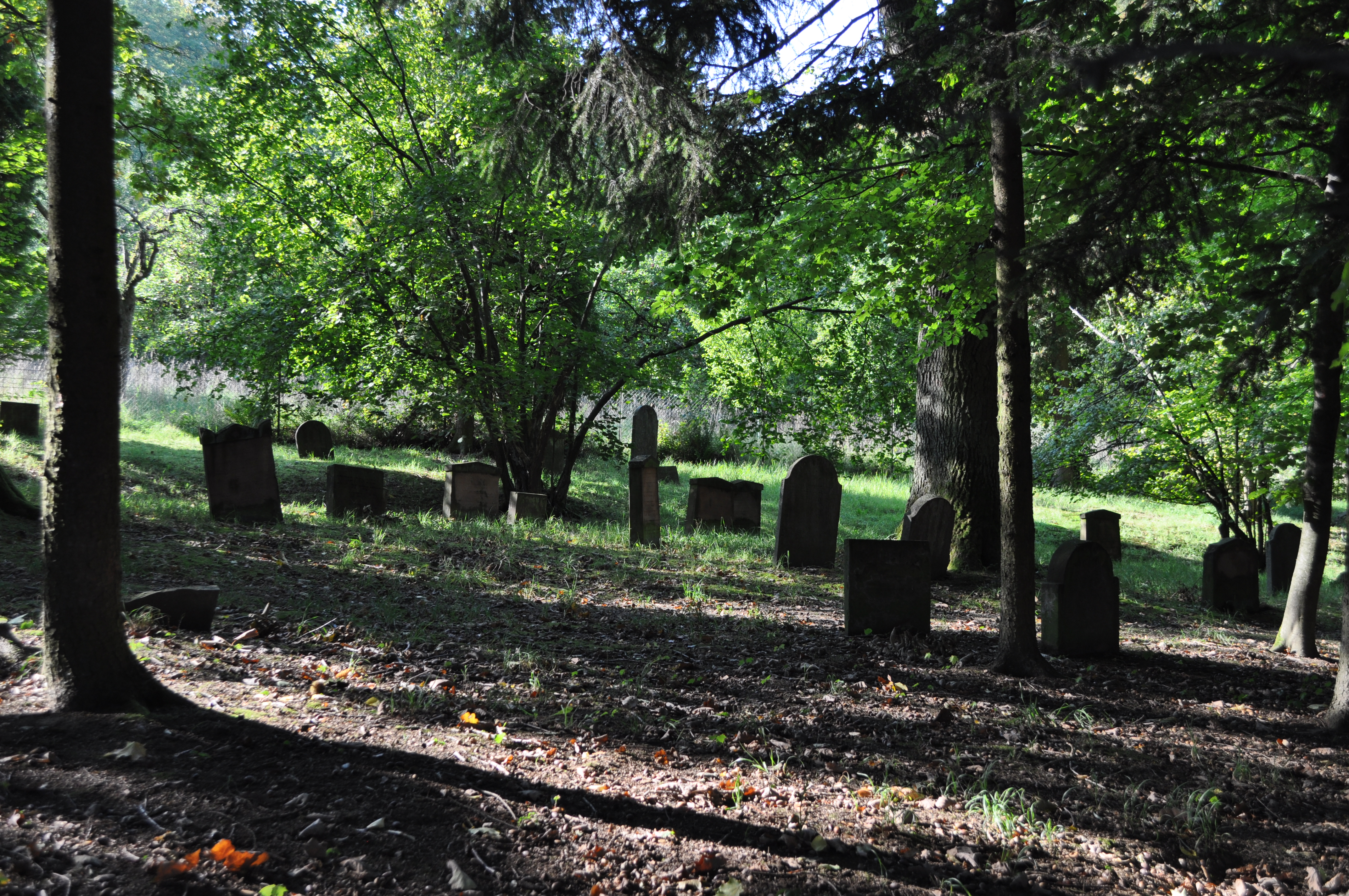
Gräber auf dem Friedhof
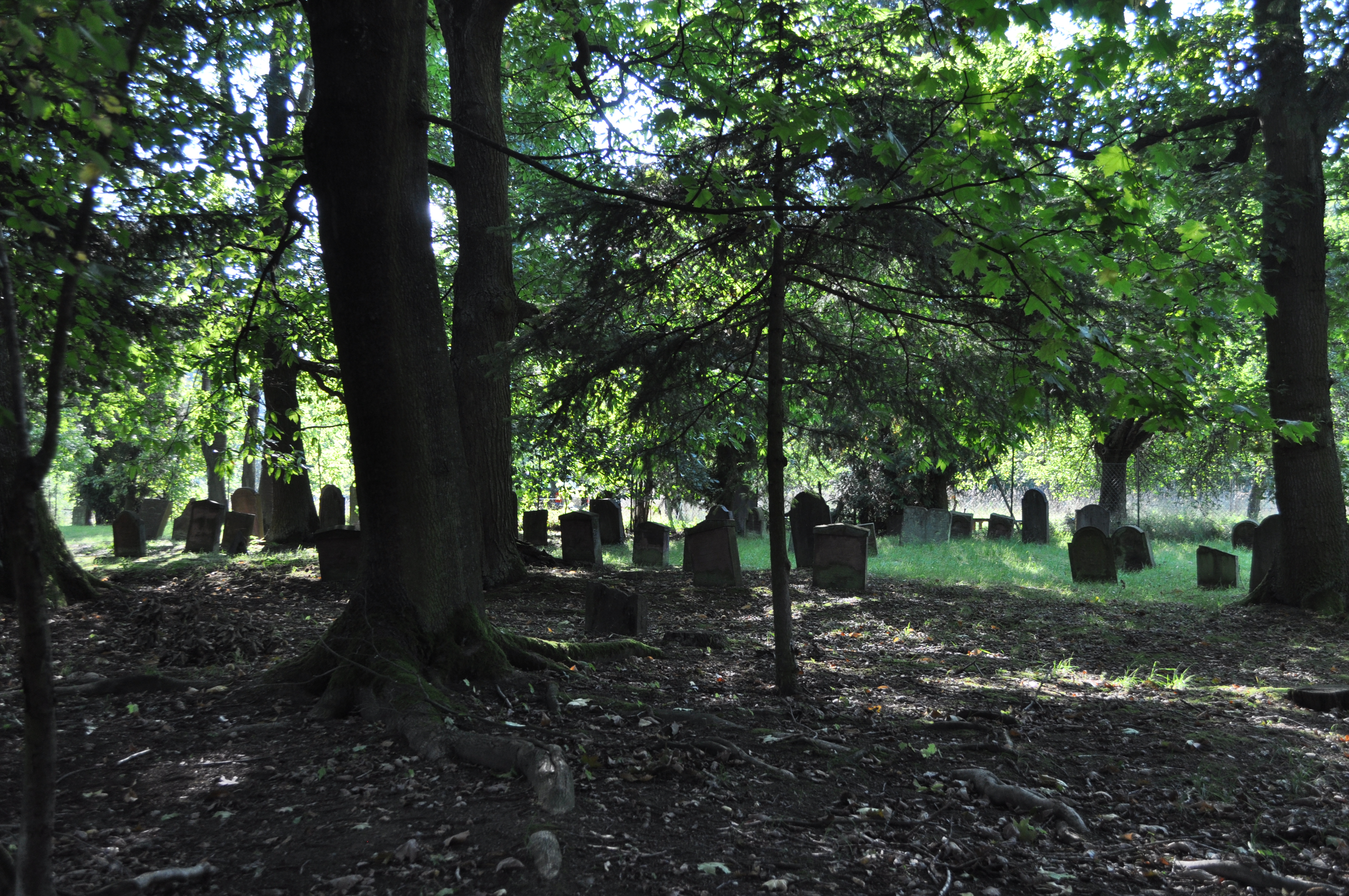
Gräber auf dem Friedhof
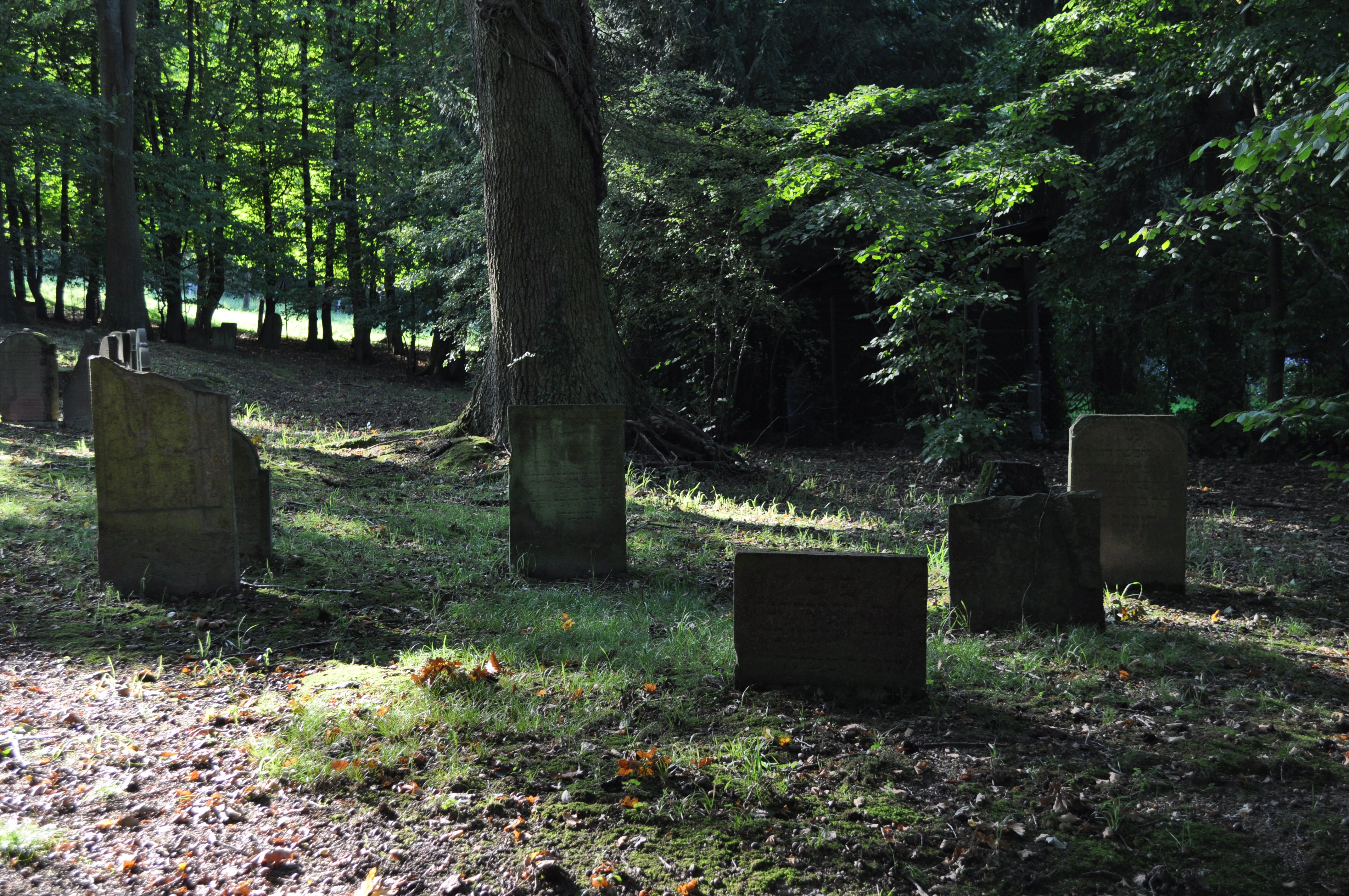
Gräber auf dem Friedhof